# 阮氏芳莺
阮氏芳莺（1999年4月1日—），艺名Dahan，是一名越南模特。 她在2017年越南超級模特新秀大賽中进入前13名。2021年，芳莺成为第一位出现在古馳网站上的越南模特。她也是第一位在巴黎時裝週、倫敦時裝週、米蘭時裝週和紐約時裝週等世界四大时尚活动上走秀的越南模特。